# Palmera d'areca
|  | Aquest article tracta sobre la palmera. Vegeu-ne altres significats a «Nou d'areca». |

L'areca (Areca catechu), és una planta amb flors del gènere Areca de la família arecàcies nativa de les Filipines. Floreix al mes de maig-juny-juliol

## Descripció

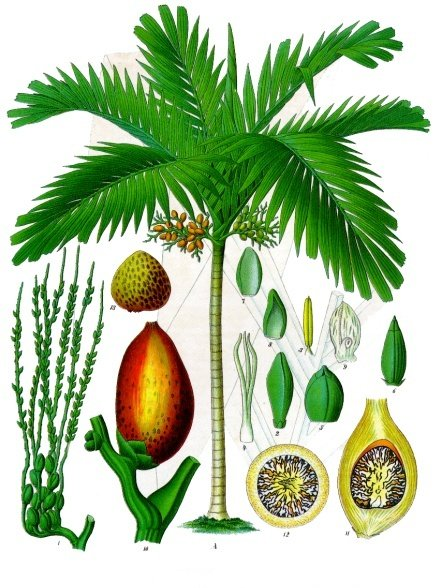
Dibuix de la palmera Areca catechu mostrant les flors i els fruits. Segle XIX.

És una palmera llarga i esvelta que pot arribar fins a 30 m d'alçada. Les fulles fan de 2-3 m de llargada; són pinnades amb folíols de 30-60 cm cadascuna.
Les flors masculines apareixen a la part superior i les femenines a l'inferior.
El fruit és una drupa gran com un ou de gallina amb la carn i un xic més gran que una oliva sense aquesta. És verd fosc i es torna de color groc i taronja una vegada madur.
Les llavors pelades es tornen dures després d'eixugar-se i perdre aigua. Per mastegar les nous es tallen en llesques amb un instrument especial en forma de tisora.
La palmera d'areca és una palmera cultivada principalment per a obtenir la seva llavor, la nou d'areca, utilitzada a l'Àsia del sud i del sud-est conjuntament amb la fulla de betel per les seves propietats lleugerament estimulants. La nou també té propietats medicinals.

## Distribució
És originària del sud-est asiàtic, on és comercialitzada, tot i que en alguns llocs el costum tradicional de mastegar la nou d'areca i la fulla de betel hagi desaparegut.
En certes cultures tradicionals aquesta palmera tenia molta importància i apareix, per exemple, a la bandera de Penang; el nom de llocs com Guwahati a l'Índia, Penang a Malàisia, Ko Mak a Tailàndia i Fua Mulaku a les Maldives tenen llur origen en el nom local de l'areca.

## Taxonomia
Els següents noms són sinònims d'Areca catechu:
- Areca cathechu Burm.f.
- Areca faufel Gaertn.
- Areca himalayana Griff. ex H.Wendl.
- Areca hortensis Lour.
- Areca macrocarpa Becc.
- Areca nigra Giseke ex H.Wendl.
- Sublimia areca Comm. ex Mart.

## Galeria

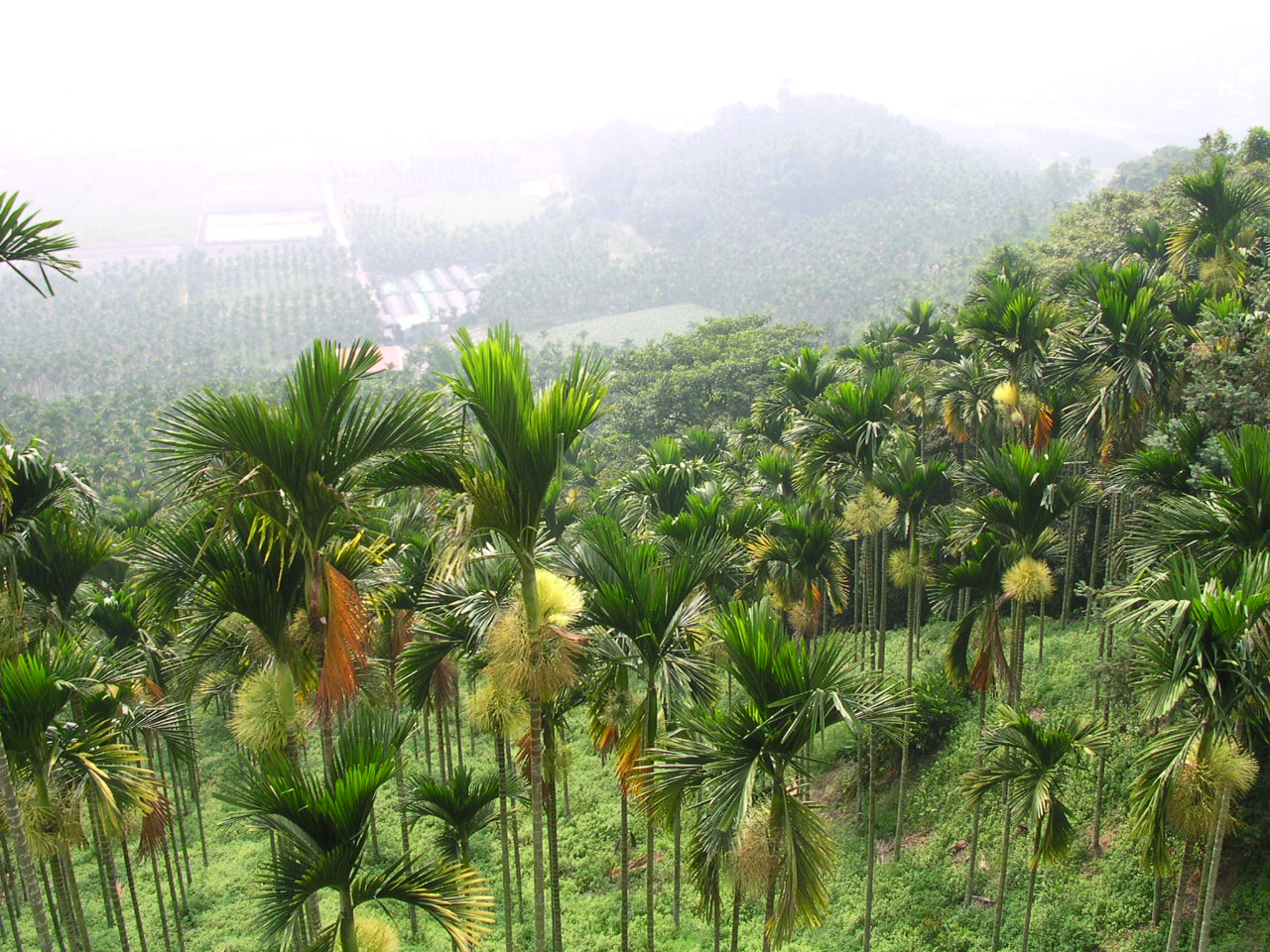
Plantació a Taiwan
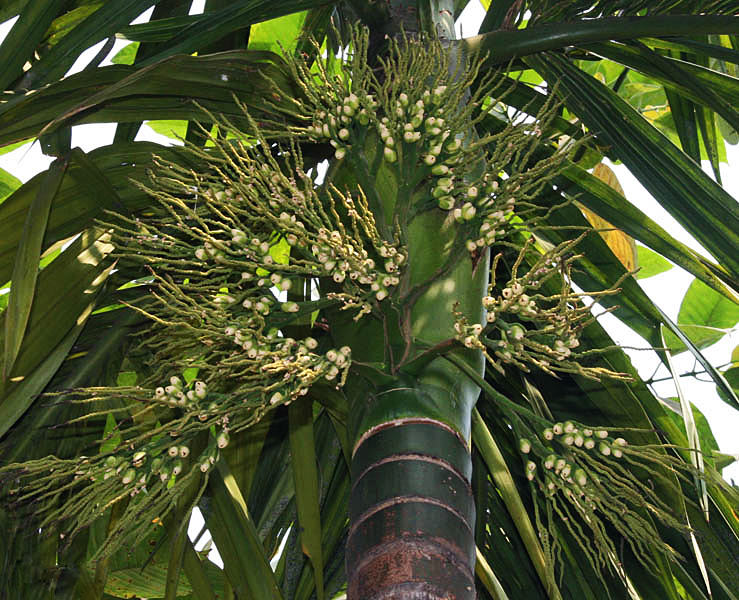
Palmera d'areca a Kolkata, West Bengal, Índia
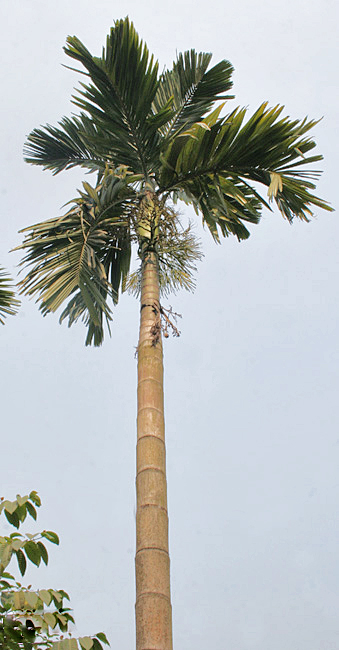
Detall de la palmera
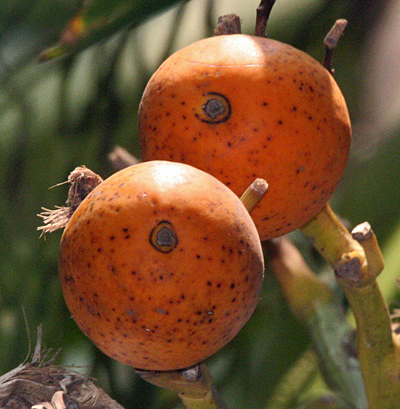
Fruit
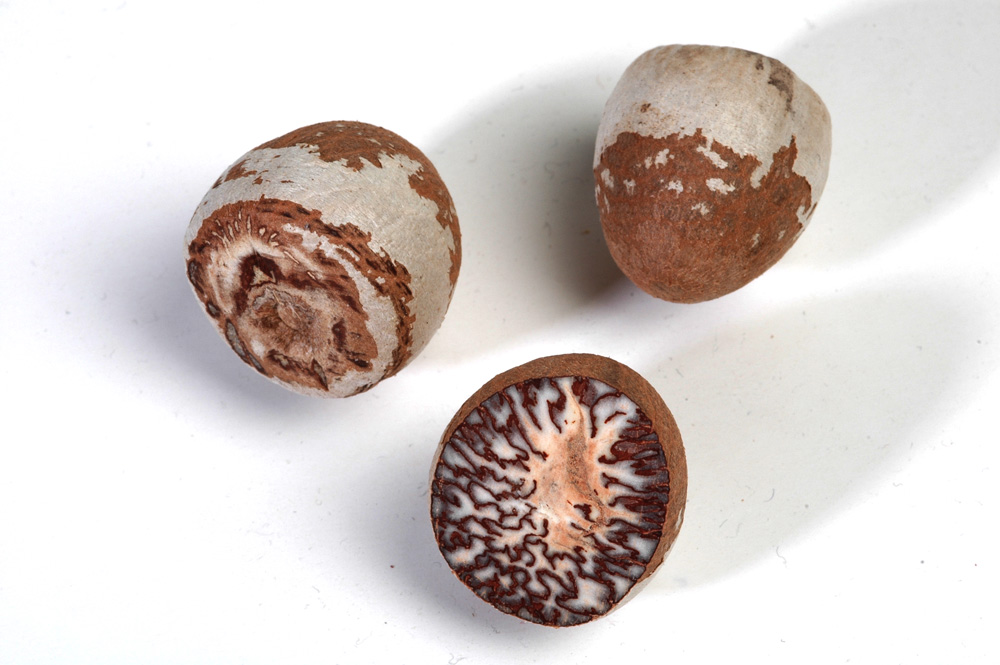
Nous seques
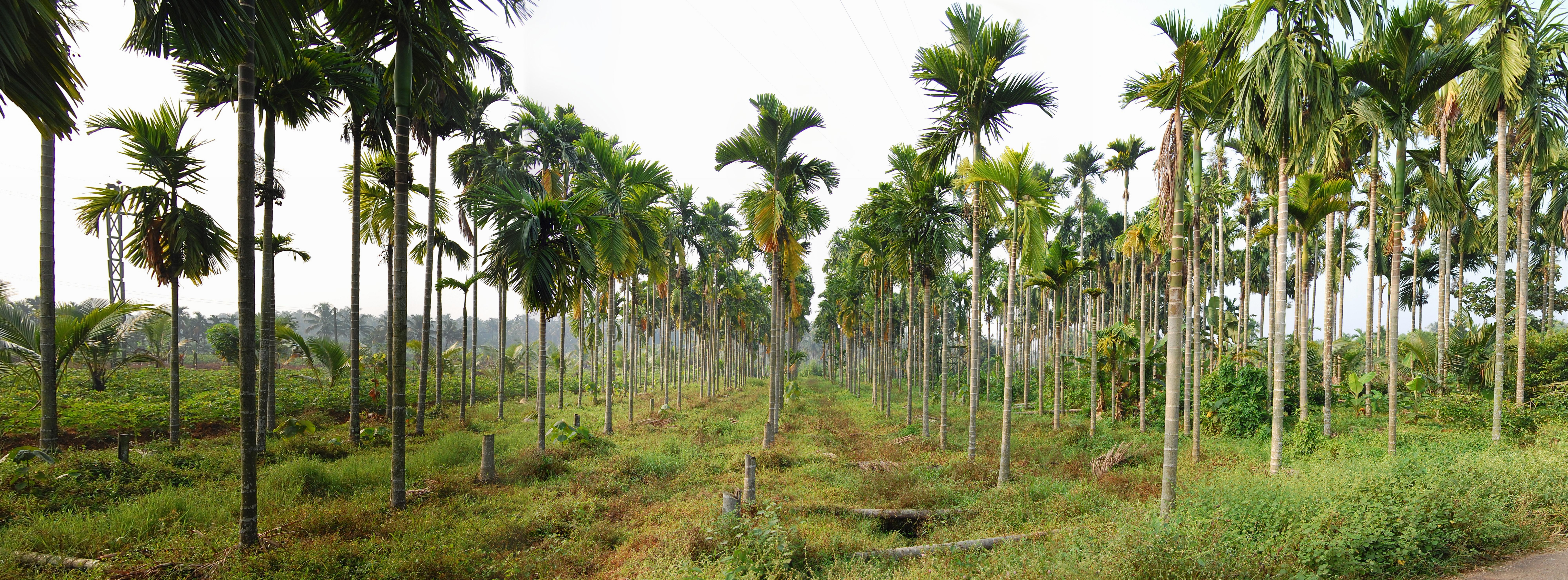
Hort de palmeres
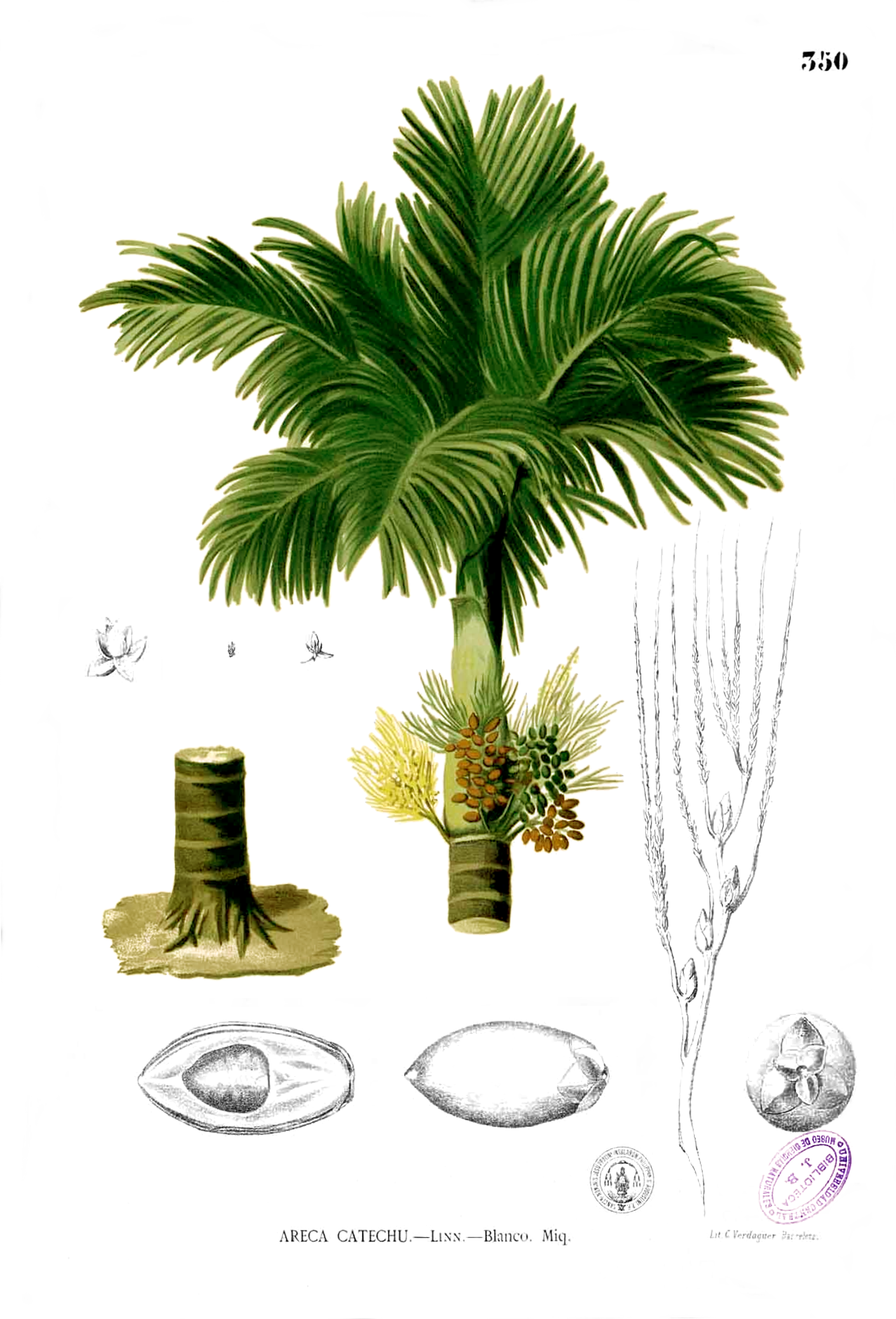
Dibuix de la palmera a Flora de Filipinas